# 呂嘉問
呂 嘉問（りょ かもん、生没年不詳）は、北宋の政治家。字は望之。呂夷簡の子の呂公綽の孫とされているが、父親の名前は抹消されている。

## 経歴
恩蔭によって官途につき、熙寧年間の初めに戸部判官となり、諸司の出納を担当、酒坊での竈法の改良によって薪代を節約するなどの活躍が認められ、王安石によって新法実施の中心となった制置三司条例司の属官となり、市易法実施の責任者となるが、商人たちへの強引な貸し付けなどが問題となり糾弾されて更迭される。
一旦引退していた王安石が宰相に復帰すると、検正中書戸房公事となり、王安石の引退後は江寧の知事となったが、旧法党が実権を握ると左遷された。紹聖年間に新法党の章惇が宰相になると、中央に呼び戻されて宝文閣待制戸部侍郎に任じられ、直学士知開封府（首都・開封の知事）を兼ねる。蔡卞とともに多くの罪のない者を殺し、不正に関する案牘（調査すべき書類）を焼いて事件を隠蔽するの悪政を行ったと反対派に糾弾された。徽宗が即位すると、弾劾されて左遷させられるが、蔡卞の兄である蔡京が宰相となると復権して龍図閣直学士・太中大夫に任ぜられた後に77歳で没し、資政殿学士を贈られた。
王安石のことを崇敬していたようで、王安石が一旦宰相を辞任した時には涙をこぼし、また大叔父である呂公弼が王安石を糾弾して新法反対を唱える上奏を行おうとしていることを知ると、呂嘉問は上奏の前に王安石にその文章を渡して公弼を左遷させた。このため、旧法党がほとんどであった河南呂氏の間では「家賊」とされて一族の系譜から名を除かれた。嘉問の父親が不明とされるのも、父親に関する記録が抹消されたことによる。